# ویلیام هارپر
ویلیام هارپر (به انگلیسی: William Harper) سناتور سابق عضو حزب دموکرات ایالات متحده آمریکا بود. وی در سال ۱۸۲۶ میلادی سناتور ایالت کارولینای جنوبی در سنای ایالات متحده آمریکا بود.